# Cissoïde

La courbe rouge est la cissoïde des courbes verte et bleue.

En géométrie, la cissoïde, ou courbe cissoïdale ou cissoïdale, de deux courbes (C1) et (C2) par rapport à un point fixe O est le lieu géométrique des points P tels que :
{\displaystyle {\overrightarrow {OP}}={\overrightarrow {OP_{1}}}+{\overrightarrow {OP_{2}}}}
où P1 est un point de (C1) et P2 un point de (C2), P1 et P2 étant alignés avec O.
La cissoïde peut aussi être vue comme la courbe médiane de pôle O des courbes C'1 et C'2, images de C1 et C2 par une homothétie de centre O et de rapport 2.
Elle est parfois définie comme l'ensemble des points P tels que :
{\displaystyle {\overrightarrow {OP}}={\overrightarrow {P_{1}P_{2}}}}
où P1 est un point de (C1) et P2 un point de (C2), P1 et P2 étant alignés avec O. Cette définition est équivalente à la première, à condition de remplacer C1 par sa symétrique par rapport à O.

## Étymologie et histoire
Le terme cissoïde provient du grec kissos lierre et eidos forme. En effet, la cissoïde de Dioclès rappelle la forme d'une feuille de lierre.

## Définition mathématique
L'équation polaire de la cissoïde de pôle O des courbes {\displaystyle R=f_{1}(\theta )} et {\displaystyle R=f_{2}(\theta )} est donné par:
{\displaystyle R=f_{1}(\theta )+f_{2}(\theta )}
Une cissoïde peut aussi être décrite comme la différence au lieu de la somme de deux courbes.

## Propriétés
- Si (C1) est un cercle, O un point du cercle et (C2) la tangente au cercle en un point diamétralement opposé à O, la cissoïde porte le nom de cissoïde droite ou cissoïde de Dioclès

- Si (C1) et (C2) sont deux droites parallèles, la cissoïdale est aussi une droite parallèle aux deux premières.

- Si (C1) et (C2) sont deux droites sécantes, la cissoïdale est une hyperbole passant par O, d'asymptotes C1 et C2.

- Si (C2) est un cercle et que le point fixe O est le centre de ce cercle, la cissoïdale est une conchoïde de la courbe (C1).

- Si (C1) est une conique, (C2) est une droite, et que le point fixe O est sur la conique, on obtient une cissoïde de Zahradnik.

- Si (C1) et (C2) sont des cercles et le point fixe O est sur l'un des cercles, on obtient une quartique bicirculaire rationnelle.

- Si (C1) et (C2) sont des cercles et le point fixe O est le milieu des centres, on obtient une courbe de Booth, dont la lemniscate de Bernoulli est un cas particulier.